# Церква Святого Миколая (Шевченківський Гай)

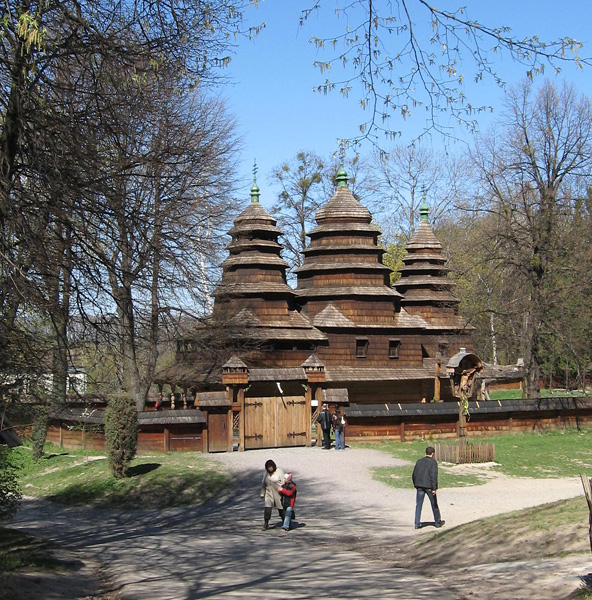
Краєвид на церкву

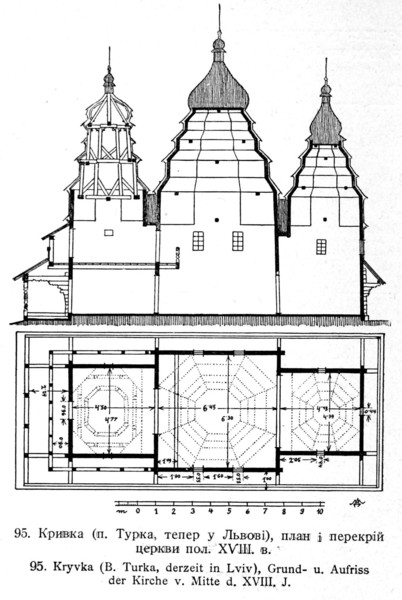
Архітектурний план

Церква Святого Миколи — пам'ятка народної бойківської архітектури у Львові, пам'ятка національного значення. Знаходиться на вулиці Чернеча гора, 1, на території скансена «Музей народної архітектури і побуту імені Климентія Шептицького».

## Історія
Була збудована в 1761, за іншими даними в 1763, за іншими — 1795 році народними майстрами в селі Кривка. У 1914 році в ході військових дій між австро-угорською та російською арміями була пошкоджена снарядом, зокрема, зруйнований верх галереї над бабинцем.
|  | Під час Першої світової війни село Кривка опинилося на шляху російських військ через Верецький перевал на Закарпаття, тому кілька днів у селі велися жорстокі бої у вересні 1914 року. Людей виселили до табору Гминди. Село було зовсім спалене і знищене, як жодне в повіті, залишилась тільки церква... |

|  | Складно сказати, яка б доля чекала цей шедевр дерев’яного зодчества, яким є невеличка бойківська церква зі села Кривка, що на Турківщині та яка сьогодні є окрасою Музею народної архітектури та побуту у Львові, якби не те, що на той час парохом у цьому селі був о. Маркелій Куновський. Згідно з одними джерелами, ця церква, посвячена отцю Миколаю, була збудована 1761 року, а, згідно з іншими - 1763-го. Вона довго задовольняла потреби мешканців села, кількість яких ніколи не перевищувала 400 осіб, а в 1920-х роках зросла майже вдвоє, а тому громада села вирішила розібрати стару церкву і на її місці поставити нову. (...) Стару церкву очікувала доля багатьох дерев’яних церков: її або могли продати в якесь інше бідніше село, або просто використати дерево на опалення. (...) Під час дискусії з громадою щодо майбутнього старої церкви отець Маркелій Куновський звернувся до відомого мистецтвознавця Михайла Драгана, який попросив допомоги Митрополита Андрея Шептицького і переконав його, що варто викупити в села цю церкву і перевезти її до Львова. Під керівництвом М. Драгана стару церкву розібрали й перевезли до Львова, у теперішній Шевченківський гай, започаткувавши у такий спосіб Музей народної архітектури й побуту просто неба. Церкву перевезли возами з Кривки і змонтували на новому місці 1930 року. |

В 1930 році церкву під наглядом та керівництвом М. Драгана було розібрано, перевезено й зібрано у Львові як головний храм Лаври св. Йоана Хрестителя Студійського Уставу, яку митрополит заснував у 1927 році.
На новому місці її поставили майстри Тома Джурин та Прокіп Демків з села Цінева. Відновили втрачені елементи, замінили ґонт, стіни храму зсередини обшили кедровими дошками.
У 1930 році вона стала церквою Премудрости Божої студитської Лаври. 
Навесні 1931 року церковне подвір'я обвели огорожею, збудували дерев'яні ворота і невеличку хвіртку. Того ж року церква освячена. Оригінальний іконостас зберегли і поставили до нової церкви в Кривці, тому до церкви Премудрости Божої справили іконостас зі старої церкви села Воля-Жовтанецька, що на Львівщині. В серпні 1937 році споруда була підпалена невідомим за допомогою бензини, однак через швидкі дії жителів монастиря, храм вдалось врятувати.
В 1966 році у Львові створено Музей народної архітектури і побуту, а церква святого Миколая стала його першим експонатом.
Навесні 1990 року її передано під опіку монахам Свято-Іванівської Лаври монахів студійського уставу. 
7 липня 2013 року провели урочисте святкування з нагоди 250-ліття від будівництва церкви. Загальна довжина будівлі дорівнює загальній висоті. Над бабинцем влаштована арочна галерея. Іконостас датований кінцем XVII  початком XVIII ст. Сьогодні церква, шедевр бойківського стилю - символ музею (під № 16) постійно чинна, в користуванні громади УГКЦ.

## Архітектура
Двір церкви оточений дерев'яною огорожею з різьбленою брамою. Церква святого Миколая, в плані, складається з трьох частин, має квадратні зруби нефа, апсиди й бабинець. Загальна довжина будівлі дорівнює загальній висоті. Над бабинцем влаштована арочна галерея. Іконостас датований кінцем XVII  початком XVIII ст.

## Світлини

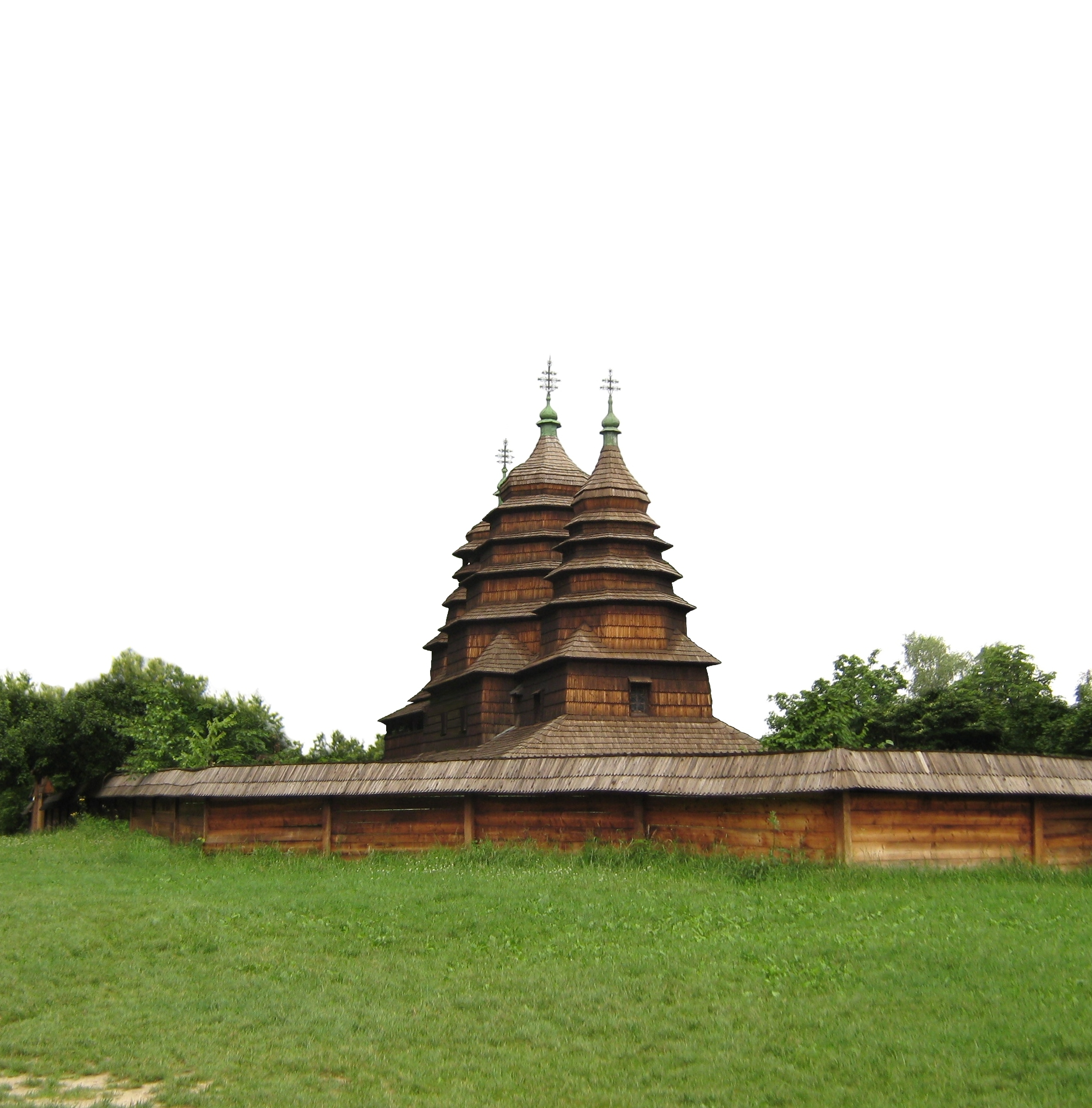
Панорамний вигляд
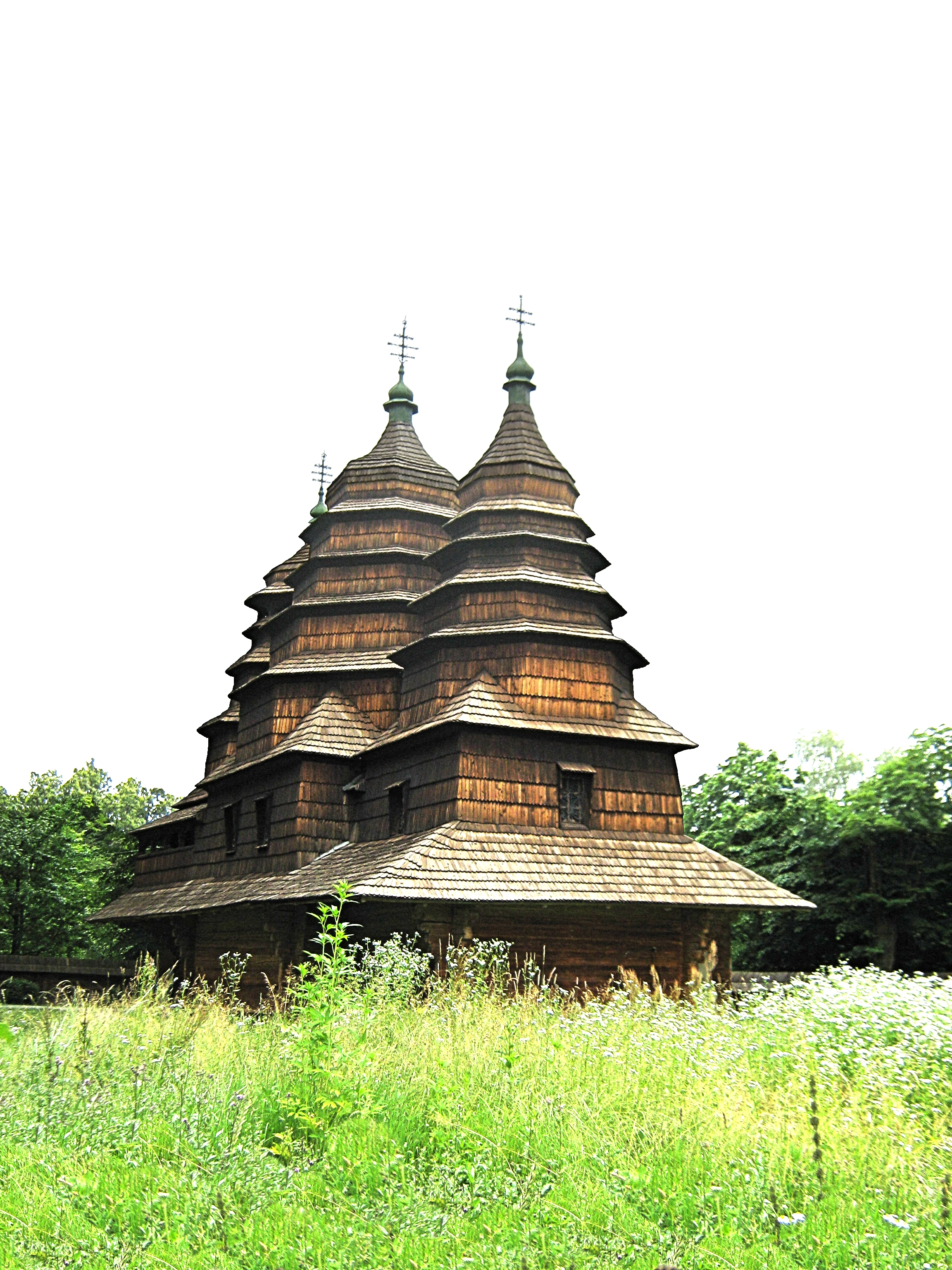
Загальний вигляд
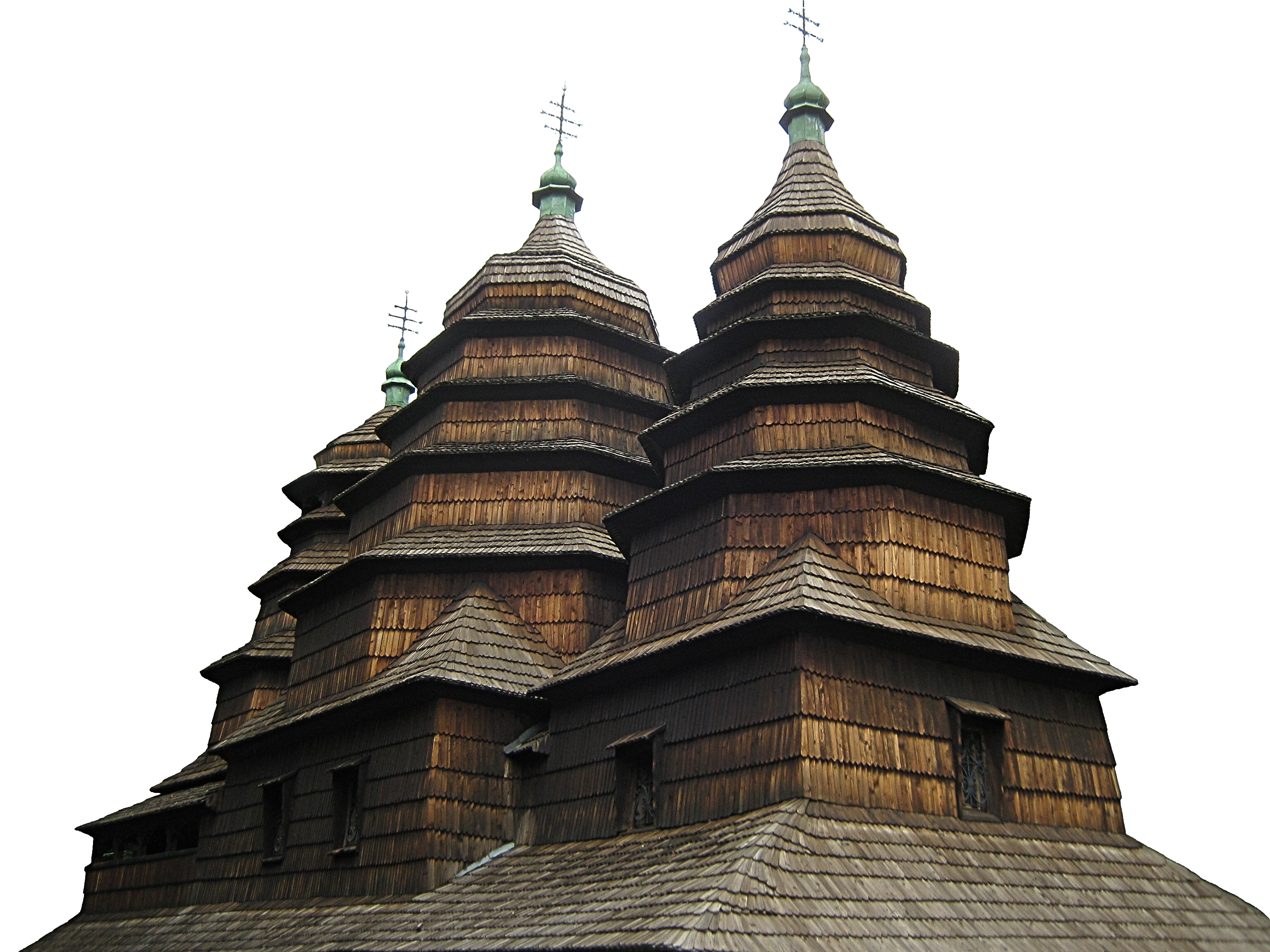
Дерев'яні куполи
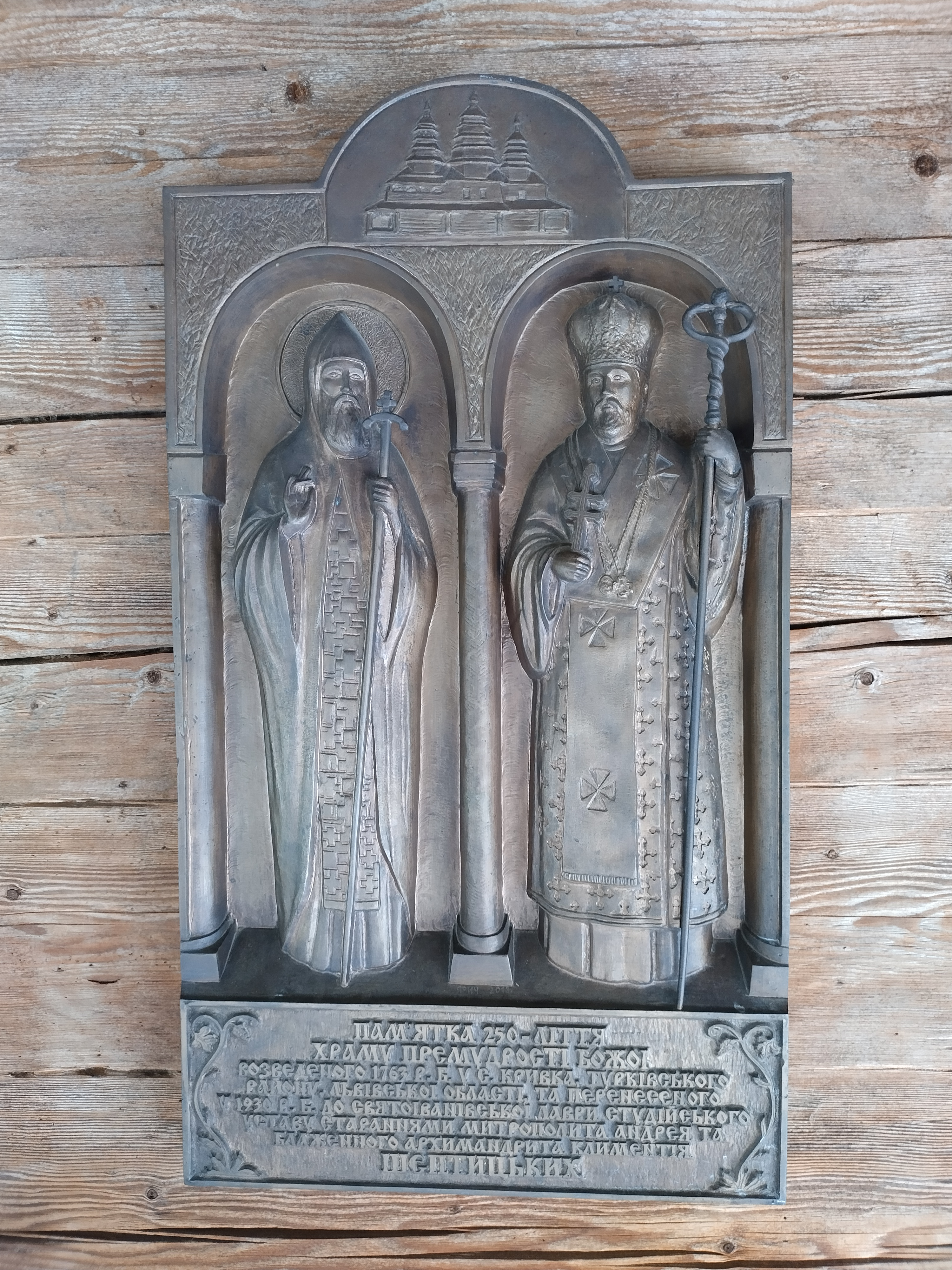
Меморіальна таблиця на честь 250-ліття храму
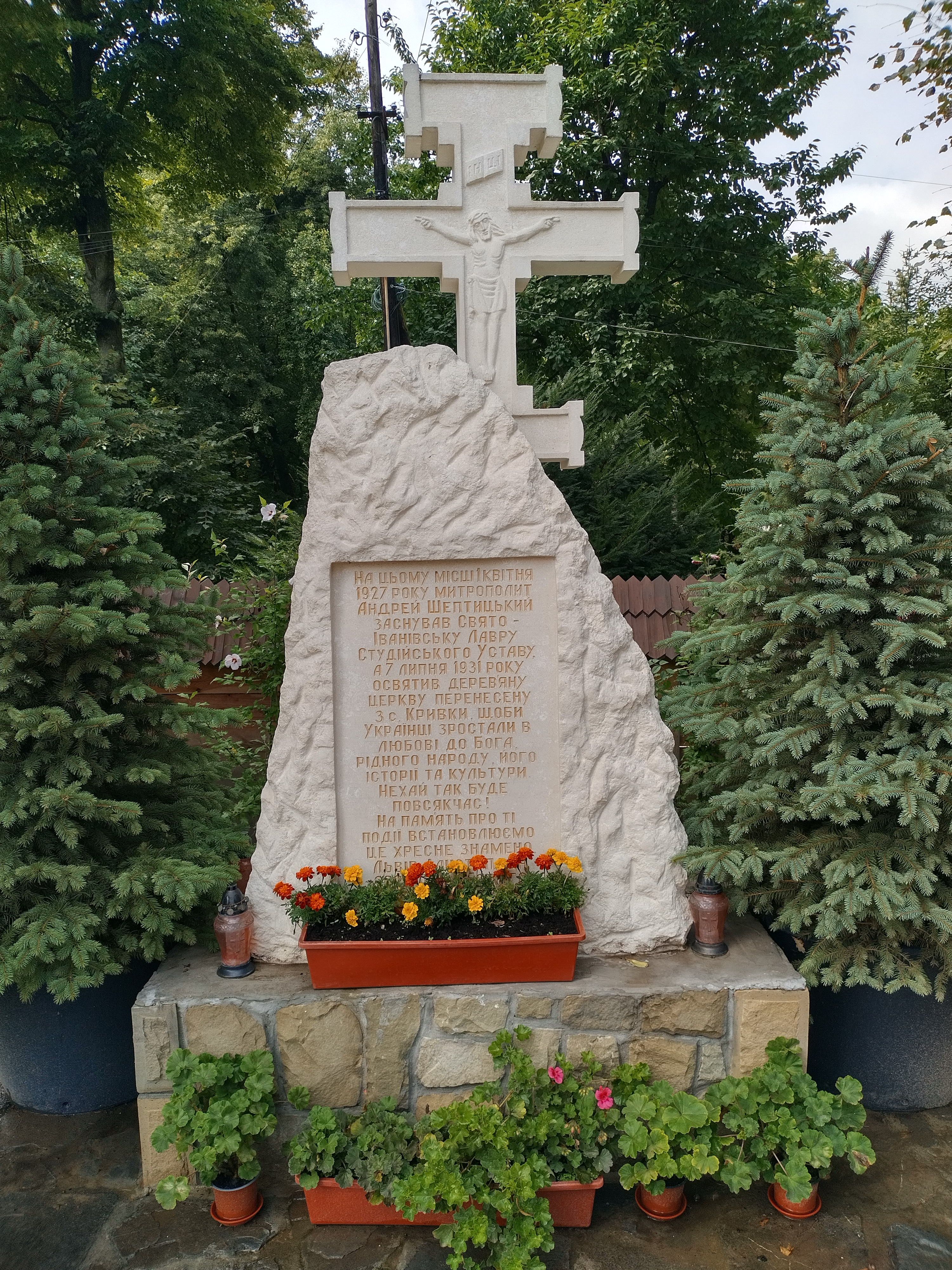
Пам'ятник біля церкви на честь заснування А. Шептицьким Свято-Іванівської Лаври
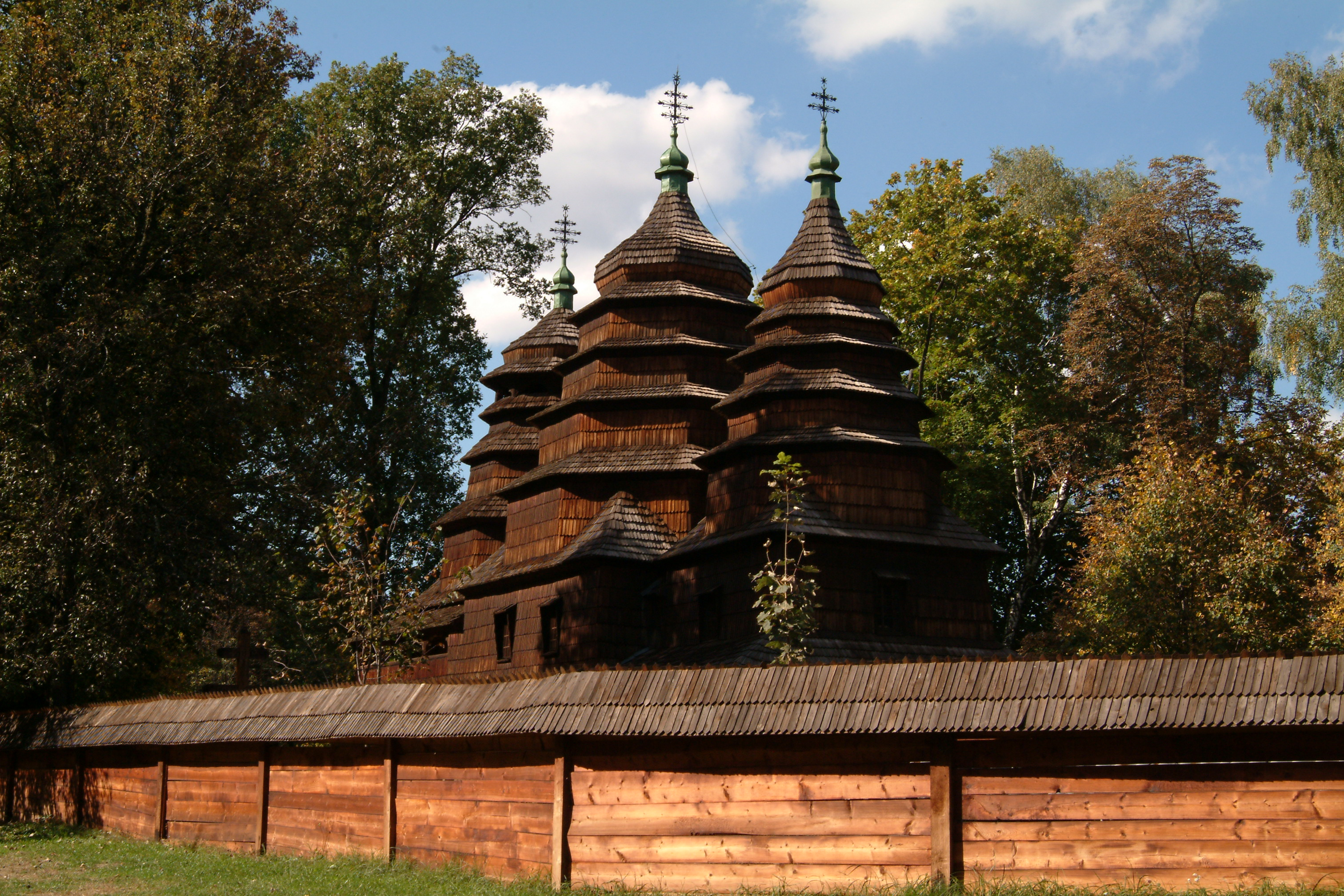
Вигляд з пішохідної доріжки